# 熔岩灯

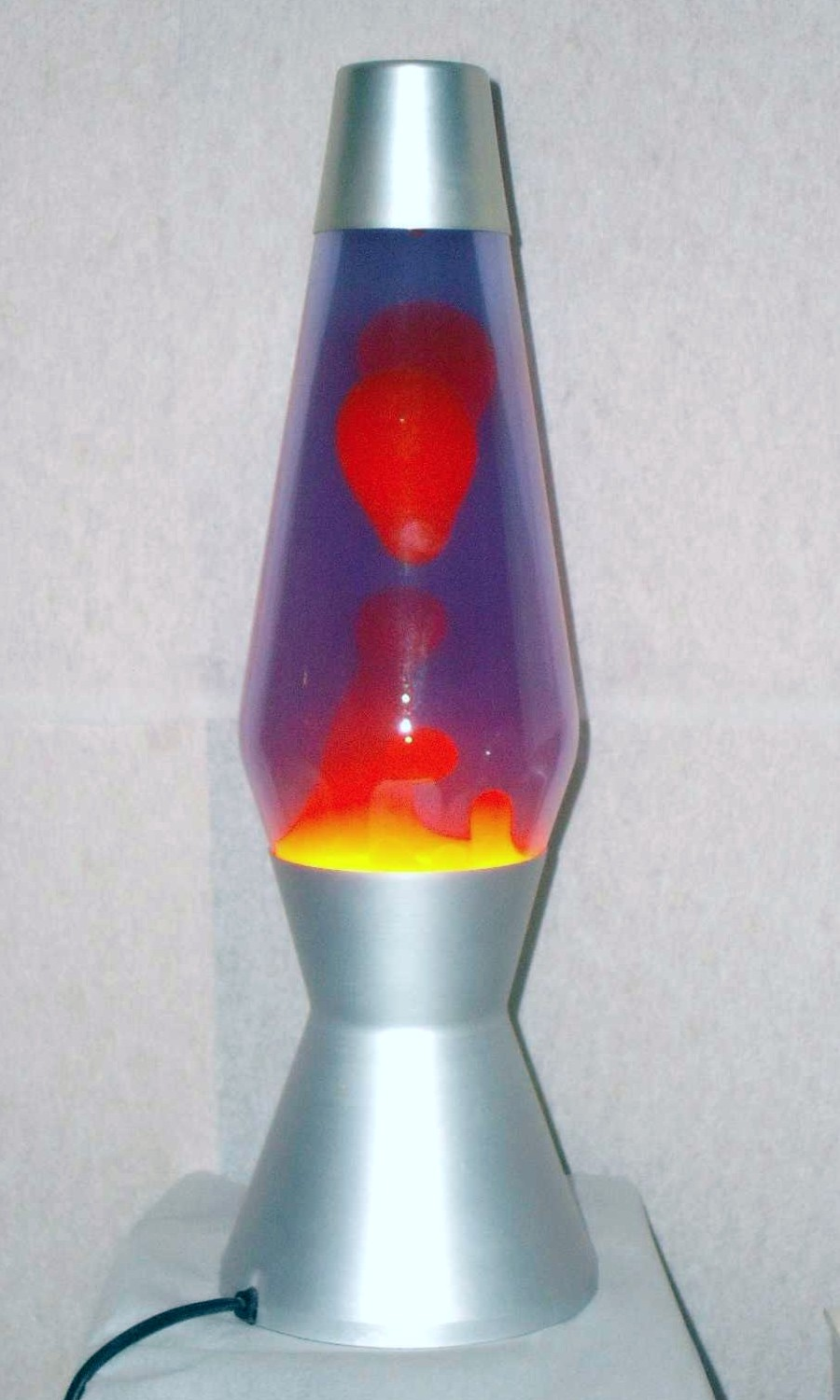
熔岩灯

熔岩灯（英語：Lava lamp）又称为蜡灯、水母灯。名字源于其内不定形状的蜡滴的缓慢流动，让人联想到熔岩的流动。熔岩灯有多种形状和颜色。

## 歷史
在1963年由英国工程师爱德华·克雷文·沃克（Edward Craven Walker）发明，设计灵感源自鸡蛋时针。

## 设计与工作原理
熔岩灯的物理原理非常简单，由底座和密封玻璃瓶组成。底座最初时候是加热丝，现今改为较大功率的射灯，密封玻璃瓶是由硼硅酸盐玻璃制成，其内是透明的液体，以及半透明的蜡。
室温下蜡的密度略高于液体，然而加热后又略低于液体。通电后，底座内的灯泡加热密封玻璃瓶，將热量传递给蠟块，瓶内的蜡块融化而浮上水面，因渐渐冷却而沉入瓶底，周而复始造成变化的光影效果。

## 发展

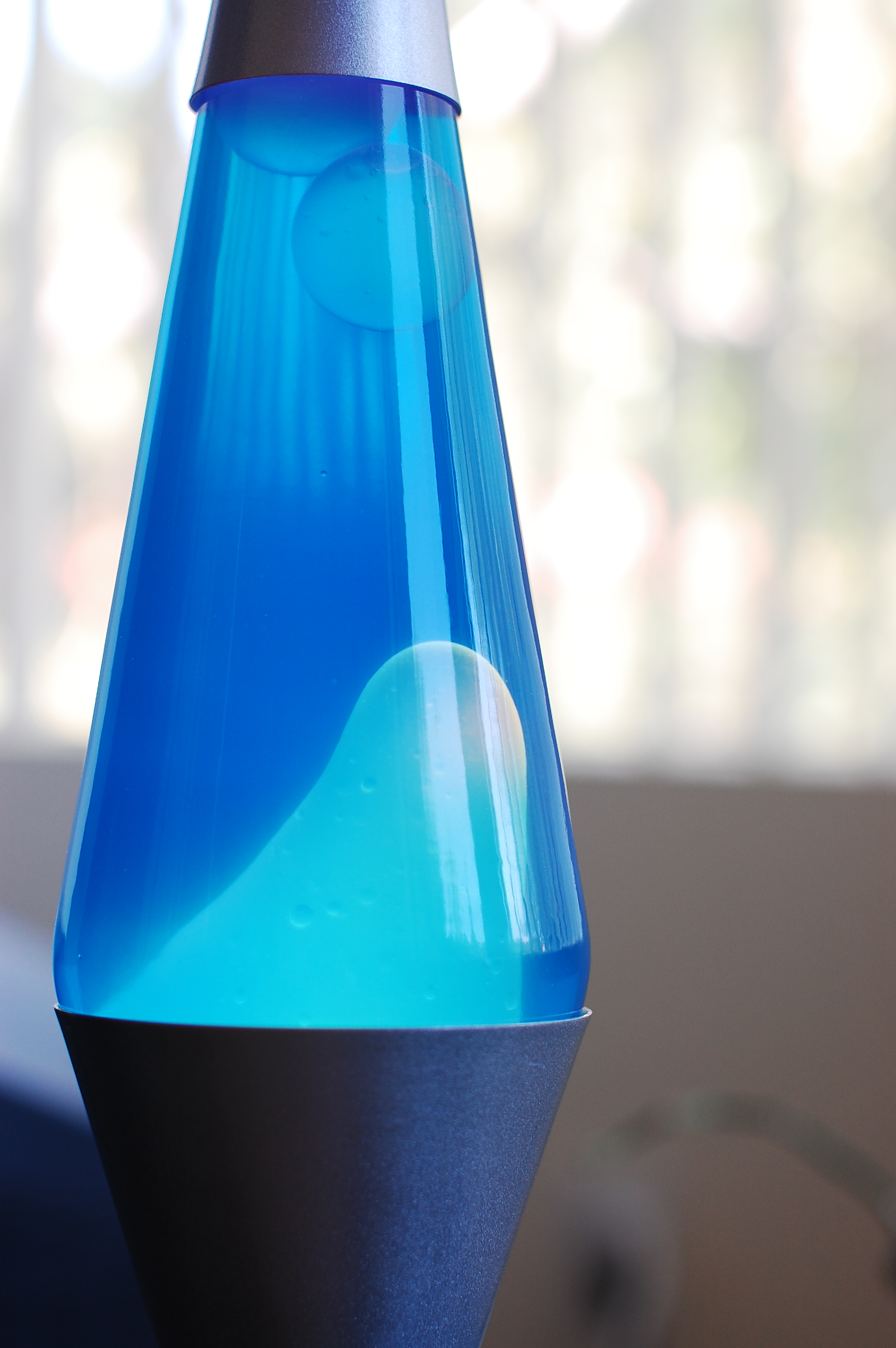
一盞藍色的熔岩燈。

熔岩灯于1963年投放市场，尽管技术含量低，但光影效果却迷幻万千。投放市场后随即成为大学宿舍、公司办公室、时尚家居生活的必备装饰灯。被沃克称为“买上一个，你再也不需要毒品”（If you buy my lamp, you won't need drugs）的神奇物品。
熔岩灯发展至今天，由于加热方式、玻璃工艺的提高，已经拥有了超过200种的颜色、尺寸和形状。既有传统的油灯形状。也有芳香作用的香熏熔岩灯。
中国南部有工厂在生产熔岩灯的代工产品和仿制品，售价极其低廉，甚至1.5英尺高的熔岩灯售价不足10美元。但仿制品的配方有一定差异，生产成本很低。
在上世纪70-80年代，随着互联网的发展，熔岩灯的销量开始下滑。由 Cressida Granger改造后，在2000年再度领导时尚风潮。正像爱德华·克雷文·沃克谈到他的灯时所说的：“它会持续流行，正如生活循环，它上升、破裂、落下，然后一切又重新开始。（I think it will always be popular. It's like the cycle of life. It grows, breaks up, falls down and then starts all over again）”
在美国谷歌公司的总部门厅，也亮着几盏熔岩灯。

## 其它用途
基於熔岩燈內部液體流動的不確定性，互聯網公司 Cloudflare 使用其作爲随机数生成器以生成密鑰。

## 外部連結
- 英國官方網站 （页面存档备份，存于）
- Basics of lava-lamp convection, by Balázs Gyüre and Imre M. Jánosi, Phys. Rev. E, 80, 046307 (2009).[]